# Рудник кањона Бингам
Рудник кањона Бингхам, познатији као Кеннецотт Рудник бакра међу локалним становницима, је рударска операција на отвореном копу за вађење великог лежишта бакра из порфира југозападно од Салт Лаке Цити-а, Утах, у планинама Окуиррх. Рудник је највеће вештачко ископавање на свету  и сматра се да је произвео више бакра него било који други рудник у историји - више од 19 милиона тона. Рудник је у власништву британско-аустралијске мултинационалне корпорације Рио Тинто Гроуп. Операције бакра у руднику кањона Бингхам управљају се преко компаније Кеннецотт Утах Копер Кениколт (Kennecott Utah Copper) која рудник, творницом концентрата, топионицом и рафинеријом. Рудник се производи од 1906. године, што је резултирало стварањем јаме дубоке 970 м, широке  4 km (2,5 mi) и простире се на 1,900 хектара (3,0 квадратних миља, 7,7 km²). . Године 1966. проглашен је националном историјском знаменитошћу под именом Рудник кањона бакра Бингхам површински коп бакра . Рудник је доживео велико клизиште у априлу 2013. године, а мање клизиште у септембру 2013. године.

## Историја
Минерале, у облику бакарне руде, први пут су открили у кањону Бингхам 1848. године два брата, Санфорд и Томас Бингам, синови Ерастуса Бингама, последњих светих пионира септембра 1847. године, који су тамо водии стоку на испашу. Своје откриће пријавили су свом вођи, Бригаму Јангу, који је саветовао да се не настављају рударске операције, јер су у то време опстанак и оснивање насеља били од пресудног значаја. Браћа су се у ту сврху пријавила према упутама и нису поставила ниједан захтев. Породица Бингхам је 1850. године отишла да насели сад већину округа Вебер, остављајући кањон данас познат по њиховом имену.
Тек 17. септембра 1863. године отпочело је вађење руде и потенцијал минералних сировина кањона почео је да буде широко препознатљив. Тада су Џорџ Б. Огилвие и још 23 особе „пронашли захтев за западни Јордан“, а убрзо је уследио и захтев Видетте. Испрва је рударство било ограничено на посматрачко злато, олово сребро и бакар злато. Порфиријски бакар захтевао је обраду и железницу, која је стигла до кањона 1873. ‍:61–62 
Енос Ендру Валл почео је са радом потраживања 1887. године. Његови пространи тунели и испитне јаме на својих 200 хектара показали су да руда садржи 2% бакра. ‍:38,64–65
Рудници из 19. века у кањону били су релативно мали, а тек крајем века почело се развијати велика експлоатација рудних тела кањона отвореним копањем . 1896. Самуел Невхоусе и Тхомас Веир набавили су Рудник Хигхланд Бои, који је био богат бакром, сребром и златом. Заједно су оформили Утах Цонсолидатед Голд Минес, Лтд. са енглеским инвеститорима. Затим су формирали Бостон Цонсолидатед Голд и Цоппер Цо, Лтд., за развој бакра руде ниског квалитета у близини локације Утах Цоппер Цомпани. ‍:93–94
Други значајан развој догодио се 1903. године, када су Даниел Ц. Јацклинг и Енос А. Валл организовали бакарну компанију Утах. Утах Цоппер је одмах започео изградњу пилот-млина у Цоппертону, непосредно изван ушћа кањона, а компанија је заправо почела са рударством 1906.
Успех бакра Утах у ископавању огромног, али нискоквалитетног рудног тела порфирног бакра у Бингхам Цаниону заснован је на Јацклиновој одлуци из 1904. године да користи копање на отвореном, парне лопате и железницу. Рудник је постао излагач за "железничке јаме", а индустријски комплекс дефинисан рудником и операцијом АСАРЦО постао је "највећи индустријски рударски комплекс на свету" до 1912. године. ‍:168–170
Утах Бакар и Бостон консолидовани спојили су се након што су се њихове засебне површинске операције 1906. Корпорација Кеннецотт Цоппер, основана да управља рудницима у Кеннецотт-у, на Аљасци, купила је 1915. финансијску камату за бакар Утах 1915. године, која је 1923. порасла на 75 процената. ‍:82,151
Рудник Бингхамовог кањона брзо се проширио и до 1920-их година регион је био кошница активности. Око 15.000 људи широке етничке припадности живело је у кањону, у великим стамбеним заједницама саграђеним на стрмим зидовима кањона. Становништво је нагло опадало како су се побољшавале рударске технике, а неколико рудничких кампова прогутало је све веће мине. До 1980. године, када је Ларк демонтиран, остао је само Цоппертон, на ушћу кањона Бингхам и са 800 становника.
21 одвојена рударска операција која је постојала до 1911. године обједињена је у 1970. године у две компаније: Кеннецотт и Тхе Анацонда Минералс Цомпани. 1985. операције рударства на отвореним површинама заустављене су од Кеннецотт-овог Утах Цоппер-а. Кеннецотт је 1986. године открио злато у оближњем Барнеиевом кањону.
КЦЦ је Сохио купио 1981., а рудник је поново отворен 1987. након што је БП Минералс купио имовину. Акционар компаније Рио Тинто је 1989. године стекао имовину која је модернизовала рудник, млин и топионицу. ‍:9
Власници отворених јама заменили су старинску железничку пругу од 1000 аутомобила транспортним тракама и цевоводима за транспорт руде и отпада, што је смањило трошкове за готово 30% и вратило операцију у профитабилност.

### Клизишта
У 9.30, 10. априла 2013., код рудника је дошло до клизишта. Око 2,3-2,5 милијарди кубних стопа (65 x 106 - 70 x 106 m³) прљавштина и стена громогласно су се сливали низ јаму. На основу тога што су стрми зидови рудника представљали висок ризик за клизишта, раније је постављен интерферометријски радарски систем за надгледање стабилности тла. Као резултат упозорења овог система, рударске операције су заустављене претходног дана у ишчекивању клизишта и није било повређених. Очекивало се да ће огромни тобоган смањити производњу минираног бакра за 100,000 t (110,231 short tons). Други тобоган је изазвао евакуацију 100 радника 11. септембра 2013.

### Историја животне средине
Према стручњацима за заштиту животне средине, рудник је имао негативне утицаје на животну средину на станишта риба и дивљих животиња, као и на загађење ваздуха и воде, стварајући опасности по здравље околне јавности. Различите савезне агенције које се баве заштитом животне средине користиле су строга законска правила да изврше притисак на подружницу рудника бакра Кеннецотт да се придржавају еколошких прописа. Од почетка 1990-их, Кеннецотт је потрошио више од 400 милиона долара на напоре на чишћењу погођених подручја како би избегао регулаторне законе који би их ставили на листу националних приоритета Суперфунд-а (НПЛ).

На слици испод приказана је поређење две сателитске снимке коришћене за идентификовање промена у руднику кањона Бингхам између 1985. и 2016.  

## Геологија
Лежишта руде у кањону Бингхам јављају се у напону Бингхам. Они су депозит порфир бакра, формиран је кварцмонцонит порфирита упали у седиментним стенама. Они показују концентрични облик промјене и минералошку зону око залиха Бингхам-а. Ове зоне укључују централно језгро које садржи магнетит, а следе „ молибденитна зона са мало бакра, борит - халкопирит - злата бакарна зона вишег степена, зона пирита- халикопирита, пиритна зона и спољна зона олова и цинка“. ‍:E1,E8
Структурно, Касно Палеозоик стене су потисак критиковали због Прецамбриан кратон током Креда Севиер орогенезе. Те стене су касније терцијарно продирале и мењале гранитоидне стијене. Овај важан догађај био је извор таложења злата, сребра и других базних метала . ‍:E4
Минерали бакра и молибдена сулфида распршени су у уљевима и у сусједним карбонатним седиментним овојницама . Главни стратиграпхиц камење у Бингхам Цанион су Горња Пеннсилваниан пешчари, кварцити и кречњаци познати као Бингам мина Форматион у Окуиррх групи. Средње порфирне руде настале су хидротермалном циркулацијом плашта, док се спољна вена и талози у седиментним стијенама формирају на нижим температурама када се магматске и метеорске воде помешају.

## Процес опоравка
Излучена руда се третира у топионици Кеннецотт у оближњој Магни, Јута . Руда се провлачи кроз концентратор, где је велики млинови за млевење смањују на конзистенцију пудера за лице. Флотацијом се раздваја ганга од металних многобројних честица, које лебде као бакар од 28 одсто бакра, уз мање количине сребра, злата, олова, молибдена, платине и паладија . Селективни корак флотације одваја молибденит ( молибден дисулфид) од халкопирита .
Филтрирана суспензија концентрата издувана је 17 mi (27 km) до топионице, где се суши, а затим убризгава заједно са кисеоником у пећ за топљење да оксидује гвожђе и сумпор. Оксидовано гвожђе је обрано, а гас сумпор-диоксида је заробљен и послан у постројење за киселине на лицу места ради претварања у драгоцену сумпорну киселину - милион тона сваке године.
Са леве стране је стаљени бакар-сулфид који се зове мат. 70-постотни бакарни мат угаси се водом да би се формирала чврста песка, а затим се кисеоником убризгавала у пећ за претварање блица која производи растопљени бакар, чист бакар од 98,6 процената. Овај бакар се затим баца у 700 lb (320 kg) плоче са анодом и железницом се испоручују у рафинерију.
У рафинерији су анодне плоче пресоване равно и преплетене су с катодним прорезима од нехрђајућег челика. Аутоматизована роботска возила постављају припремљене аноде у ћелије које садрже кисели електролит . Када се ћелије наелектришу, аноде се полако растварају, ослобађајући јоне бакра који се таложе на катоду као бакар који износи 99,99 одсто.
Нечистоће и племенити метали таложе се на дно електролитских ћелија у облику аноде . Хлорисање лужење Процес опоравља злато и сребро, која се топи у индукционим пећима.

## Операције
Кеннецоттов рудник кањон Бингхам највећа је умјетно направљена ископавања на свијету и видљив је голим оком из свемирског шатла у орбити . Запошљавајући око 2.000 радника, 450,000 short tons (401,786 long tons; 408,233 t) материјала се свакодневно уклања из рудника. Електричне лопате могу превозити до 56 cu yd (43 m3) или 98 short tons (88 long tons; 89 t) руде у једној мерици. Руда је укрцана у флоту од 64 велика теретна возила која сваки носе 255 short tons (228 long tons; 231 t) руде одједном; сами камиони коштају око три милиона долара. Постоји five mi (8 km) серије транспортне траке које се руду за Цоппертон концентратора и флотацијску постројења. Најдужи транспортер је 3 mi (4,8 km) дуго.
Од 2010. године, Кеннецотт Утах Цоппер био је други највећи произвођач бакра у САД и обезбеђивао је око 13-18% процената америчких потреба за бакром. То је једна од најбољих произвођача рудника бакра у свету са производњом више од 18,7 милиона кратких тона (16,7 милиона дугих тона; 17,0   Мт). Сваке године Кеннецотт производи око 300 хиљада кратких тона (272)   кт или 268 хиљада дугих тона) бакра, заједно са 400 хиљада уница троје (13,7 кратких тона, 12,4 тоне, или 12,2 дуге тоне) злата, 4 милиона тројанских унци (124 тоне, 137 кратких тона или 122 дуге тоне) сребра, око 10 хиљада кратких тона (9.100 тона или 8.900 дугих тона) молибдена, и око милион кратких тона (910   кт или 890 хиљада дугих тона) сумпорне киселине, нуспроизвод процеса топљења. Рио Тинто купио је Кеннецотт Утах Цоппер 1989. године и уложио око две милијарде долара у модернизацију пословања КУЦ-а.
Тренутни план мина истјече 2019. године. Рио Тинто је проучавао план за проширење отворене јаме 1.000 ft (305 m) на југ, што би продужило живот рудника до средине 2030-их. План је условљен одобрењем управног одбора Рио Тинто и приближно 25 потребних дозвола за животну средину.

### Производња
Кањон Бингхам показао се као један од најпродуктивнијих мина на свету. Од 2004. године, њена руда је дала више од 17 милиона тона (15.4   Мт) бакра, 23 милиона унци (715   т) злата, 190 милиона унци (5.900   т) сребра и 850 милиона фунти (386)   кт) молибдена. Вриједност ресурса извађених из рудника кањона Бингхам већа је од комбинованих региона за ископавање злата Цомстоцк Лоде, Клондике и Цалифорниа. Сада рудници у Чилеу, Индонезији, Аризони и Новом Мексику   прелази годишњу стопу производње Бингхам Цанион-а Високе цене молибдена у 2005. учиниле су да је молибден произведен у кањону Бингхам те године вредан више од бакра. Вредност метала произведених 2006. године у кањону Бингхам била је 1,8 милијарди америчких долара.

## Утицај на животну средину
1990. године откривено је да су куће које су саграђене на бившим поплавним површинама загађене високим нивоом олова и арсена. Активности на чишћењу 100 година нагомиланих утицаја почеле су деведесетих година 20. века, под државним одељењем за квалитет животне средине и савезни надзор државе Утах, и у току су.
ЕПА наводи „Кеннецотт Соутх Зоне / Бингхам“ на својој веб страници суперфунда, након што је предложено да буде на листи суперфунд фондова 1994. Јужна зона обухвата рударски округ Бингхам у планинама Окуиррх, око 25 mi (40 km) југозападно од Салт Лаке Цити-а, отворене јаме, депоније стена, бакра Цоппертон и других историјских локалитета. Компанија је избјегла регулаторна питања да буду на НПЛ-у тако што су добровољно очистила загађене земље, Суперфунд алтернативни приступ. Приједлог за уврштење је повучен 2008. године. Више од 25 милиона тона рудног отпада је уклоњено; талог са повишеним концентрацијама сулфата консолидовао се и затварао на лицу места. 

### 1900–1909
До 1904. године, у долини Салт Лакеа биле су три велике топионице бакра и једна топионица олова. Емисија сумпор- диоксида из димњака знатно је оштетила усеве на суседним културама. Током зиме 1904–1905., Земљорадници су се окупили и одлучили да поднесу тужбу против топионица на Окружном суду Сједињених Држава Утах. Године 1906., судија савезног суда Марсхалл пресудио је да топионице не могу топити руде које садрже више од 10% сумпора, чиме се ефективно затварају све горе наведене топионице. 

### 1910–1979
Рудници бакра Кеннецотт настали су 1910. године након спајања компанија за рударство бакра Утах и Кеннецотт. До 1912. године организације за заштиту животне средине жалиле су се на висок ниво азбеста који се користи у тој организацији. Корпорација Кеннецотт користила је азбест за спречавање пожара пошто обрада бакра захтева веома високе температуре. Бакар има веома високу тачку кључања и такође захтева употребу других хемикалија да би их одвојио од осталих метала и нечистоћа присутних у руди. Азбест има микроскопске честице које су се распршиле у атмосферу и допринеле болестима међу радницима и појединцима који живе у близини рудника. Азбест је одговоран за болести као што су плеурална фиброза, кожне брадавице и рак плућа .
Корпорација Кеннецотт такође је наведена као допринос емисији тешких метала попут арсена и живе . До 1940. године, арсен и жива такође су неке од брига које су агенције за заштиту животне средине покренуле против корпорације Кеннецотт . И жива и арсен су у великим количинама опасни по здравље.

### 1980–1989
| Година | Износ                       | Отпуштена супстанца             | Узрок    |
| ------ | --------------------------- | ------------------------------- | -------- |
| 1989   | 100.000.000 гал (процењено) | Процесна вода која садржи арсен | Непознат |

Испитивања 1980-их открила су загађење подземних вода узроковано рударским операцијама испуштањем опасних материја. Држава Јута је покренула правну тужбу против Кеннецотт-а и поднела захтев за одштету против рудника у октобру 1986. године због губитка и уништавања природних ресурса, посебно подземних вода.
Такође је постојала претња због бране на јаловини. Инжењерски извештај из марта 1988. године дао је информацију да је брана за завесе која засењује град Магна претила да ће се срушити услед земљотреса и да ће рибњак од милијарду тона сахранити домове у близини ако насип рибњака не успе. Рудник је одговорио предлажући различите потенцијалне стратегије, укључујући куповину читавих поделекција у близини јаловине, израчунавање одговорности компаније ако насип не успе, инвестирање 500 милиона долара (или 1,3 милијарди долара данас) да би ојачало насип, и препирку с државним регулаторима да задрже извештај о инжењерингу из вида јавности.

### 1990–1999
| Година | Износ                       | Отпуштена супстанца             | Узрок                   |
| ------ | --------------------------- | ------------------------------- | ----------------------- |
| 1999   | 100.000.000 гал (процењено) | Процесна вода која садржи арсен | Непознат                |
| 1998   | непознат                    | Одвод киселих стена             | Зачепљена цев           |
| 1997   | непознат                    | Бакар сулфат                    | Зачепљен излазни вентил |
| 1997   | непознат                    | Процесна вода са пХ 2,5-4,0     | Рупурирани цевовод      |
| 1993   | 45.000 гал                  | Отпадне воде                    | Раскид линије преноса   |
| 1991   | 30,000 гал                  | Индустријске отпадне воде       | Прелом реда             |

Почетком деведесетих година 20. века емисија прашине из рударства је почела загађивати околна подручја, проузрокована површином у близини рудника у којој су нивои ПМ10 (честица већа од 10   µг / м³) је почео да расте са 28μg/м³ на 50μg/м³, што представља озбиљне здравствене проблеме за становнике. Први извештај о порасту ПМ10 предложили су Сцхвартз и Доцкери 1992. Тада је 1997. Картер (професор са Универзитета Бригхам Иоунг ) изнио да је минско пражњење ПМ10 проузроковало оштећења плућа у суседним становницима.
1995. године, због научних истраживања која су показала да је рударство изазвало загађење подземних вода, Утах је усвојила законе како би компаније из Кеннецота платиле 37 милиона долара (или данас 76 милиона долара) за контролу загађења воде .
Као резултат минске канализације која садржи велике количине арсена и селена - селен је посебно токсичан за птице, рибе и водоземце - око 30% рибље популације је убијено у раним 1990-има. 1995. године Кеннецотт, ЕПА и држава Јута потписали су споразум рекавши да ће Кеннецотт наставити са чишћењем отпадних вода.

### 2000–2014
Од 2000. до 2011. године рудник бакра у кањону Бингхам имао је бројне хемијске изливе .
| Година | Износ               | Отпуштена супстанца                                 | Узрок                             |
| ------ | ------------------- | --------------------------------------------------- | --------------------------------- |
| 2011   | 145,424 гал         | Бакарни репови                                      | Неисправност опреме               |
| 2011   | 100,000-290,000 гал | Бакарни репови                                      | Непознат                          |
| 2011   | 160.000 гал         | Репови                                              | Непознат                          |
| 2010   | 4.000-5.000 гал     | Сумпорна киселина                                   | Непознат                          |
| 2007   | 1,240,000 гал       | Процесна вода која садржи арсен                     | Хладне температуре                |
| 2006   | 270.000 гал         | Процесна вода                                       | Квар пумпе                        |
| 2006   | 660,000 гал         | Процесна вода која садржи арсен                     | Пукла цев                         |
| 2006   | 1.000.000 гал       | Процесна вода                                       | Индикатор није успео              |
| 2004   | 4.000.000 гал       | Процесна вода која садржи арсен                     | Пукла цев                         |
| 2004   | 2,000,000 гал       | Процесна вода која садржи арсен                     | Рупурирана водна линија           |
| 2004   | 202.000 гал         | Процесна вода                                       | Квар на нафтоводу                 |
| 2003   | 70 тона             | Бакарни концентрат                                  | Непознат                          |
| 2003   | 10,27 тона          | Бакарни концентрат који садржи арсен, бакар и олово | Раскид цевовода                   |
| 2003   | 240,681 тона        | Бакар, арсен и олово                                | Раскид цевовода концентрата бакра |
| 2002   | 5.800 гал           | Прерадите воду из шљаке                             | Прикључена линија за одвод        |
| 2001   | 19 фунти            | Арсен, хром и олово                                 | Квар на цевоводима                |
| 2000   | 110 тона            | Ручна каша                                          | Пропуштање руде                   |
| 2000   | 18.000 тона         | Сумпорна киселина                                   | Квар прирубнице                   |

ЕПА је проценила 72 квадратних миља (190 km²) током рудника је настао низ загађене подземне воде због вишеструких изливања и одљева. Дугорочни ефекти загађења подземног водостаја могу укључивати повећану потражњу за површинским воденим раствором јер популација долине сланог језера расте јер жупанија неће бити у стању да се снабдева подземном водом.
2007. године, Кеннецотт Утах Цоппер ЛЛЦ размишљао је о проширењу свог земљишног посједа на ранчу Росе Цанион на југу планина Окуиррх и земљишту Иеллов Форк Цанион у округу Салт Лаке . Кеннецотт тражи право да поднесе захтев за рударство у складу са Законом о узгоју домаћинстава из 1916. године.
2008. године, Министарство унутрашњих послова за рибу и дивље животиње САД покренуло је тужбу против Кеннецотт-а након пуштања опасних материја, укључујући селен, бакар, арсен, цинк, олово и кадмијум . Федерални биолог је тврдио да су ове хемикалије нанијеле велику штету екосистему и ресурсима који подржавају популацију птица миграната, као и остала станишта рибе и дивљих животиња.
У северној зони поред Магна, Утах, обимна јужни јаловина рибњак је прикупљање јаловина јер је моја прва почела производњу рударске. Кеннецотт Утах Цоппер ЛЛЦ затражио је дозволу за пројекат ширења репове (ТЕП) за ширење јаловине у Магни, која је већ капацитета 1,8 милијарди тона, и проширења на 721 acres (1,1 sq mi; 2,9 km2) мочварна подручја јужно од Великог сланог језера . Компанија је била под будном контролом због нестабилности структуре. Салт Лаке Трибуне објавио је извештај 2007. године откривајући да компанија није открила информације о могућим штетама које би могле настати уколико се јакни рибњак уруши у случају великог земљотреса. Од 2001. до 2009. године било је шест земљотреса у распону од 2,3 до 3,4 степени по јачини, са просечним епицентром само three mi (4,8 km) удаљен од Магне .

## У популарној култури
Рудник Бингам кањон приказан је у филму Птице грабљивице из 1973. године, а главни пилот хеликоптер Хари Вокер (глумио га је Девид Џенсен), који је свој хеликоптер Хјуз 500 пилотирао у кратер како би пронашао три пљачкаша банака и њихову таоцу у Аероспатиалеу СА 315Б Лама, који се сакрио иза тешке рударске машине. Такође је истакнуто у Темељима бриге .